# Tĩnh mạch tim cực nhỏ
Tĩnh mạch tim cực nhỏ (còn được gọi là tĩnh mạch Thebesian (đặt theo tên của Adam Christian Thebesius), tiếng Anh: smallest cardiac vein) gồm nhiều tĩnh mạch nhỏ, không có van nằm trong thành tĩnh mạch, nằm ở cả bốn buồng tim dẫn máu tĩnh mạch từ cơ tim trực tiếp đổ vào bất kỳ buồng tim nào.
Những tĩnh mạch này hay đổ vào tâm nhĩ phải và ít đổ vào tâm thất trái nhất.

## Cấu trúc giải phẫu
Những tĩnh mạch tim cực nhỏ khác nhau rất nhiều về kích thước và số lượng. Những tĩnh mạch dẫn máu đổ vào tâm nhĩ phải có đường kính lên tới 2 mm, trong khi những tĩnh mạch dẫn máu đổ vào tâm thất phải có đường kính khoảng 0,5 mm.

### Đường đi
Những tĩnh mạch chạy vuông góc với bề mặt nội tâm mạc, dẫn máu trực tiếp vào các buồng tim.

## Chức năng
Những tĩnh mạch tim nhỏ đưa 10% lượng máu cung cấp cho mạch vành về tĩnh mạch. Lưới tĩnh mạch tim nhỏ được coi là hệ thống dẫn máu tĩnh mạch thay thế của cơ tim. Những tĩnh mạch tim cực nhỏ dẫn máu vào tim trái, cùng với máu bị khử oxy bắt nguồn từ các tĩnh mạch phế quản đổ vào tĩnh mạch phổi, góp phần tạo ra dòng shunt sinh lý bình thường. Do sự đi vào của các mạch này, máu ở tim trái ít nhận được oxy hơn máu ở giường mao mạch phổi, nhưng không đáng kể.

## Lịch sử

### Từ nguyên
Tĩnh mạch tim nhỏ nhất còn được gọi là tĩnh mạch Thebesian. Nhà giải phẫu học người Đức Adam Christian Thebesius đã mô tả chi tiết giải phẫu này trong một chuyên luận năm 1708 có tên Disputatio medica khai mạcis de circulo sanguinis in corde.